# Јаник Герс
Јаник Роберт Герс (енгл. Janick Robert Gers; Хартлпул, 27. јануар 1957) је гитариста хеви метал бенда Ајрон мејден.

## Биографија
Крајем седамдесетих свира у White Spirit. Почетком осамдесетих долази у Gillan band. Године 1985. учествује у пројекту Gogmagog са Полом Ди’Аном и Клајвом Бером. Средином осамдесетих се прикључује бенду Fish (of Marillion). Године 1989. Брус Дикинсон га позива у свој соло пројекат. Године 1990. долази у Ајрон мејден, уместо Едријана Смита, и постаје њихов члан.